# Duroicoregum
Duroicoregum est une agglomération gallo-romaine qui a donné naissance de nos jours à la commune de Domqueur dans le département de la Somme.

## Une station sur la via Agrippa
La table de Peutinger (original vers 365 - connue par une copie du XIIIe siècle) indique que Duroicoregum (Domqueur) était une station du cursus publicus (mansio ou mutatio) sur la via Agrippa de l'Océan, voie romaine reliant Lugdunum (Lyon) à Gesoriacum (Boulogne-sur-Mer).
La voie romaine dite chaussée Brunehaut traversait le territoire communal. Un pont romain, toujours visible, permettait de franchir un vallon.
Des vestiges de l'ancienne chaussée Brunehaut (via Agrippa), pavée de grosses dalles en grès, ont été mis au jour. Quelques-uns sont visibles à côté de l'église Saint-Saturnin de Domqueur, à droite du monument aux morts.

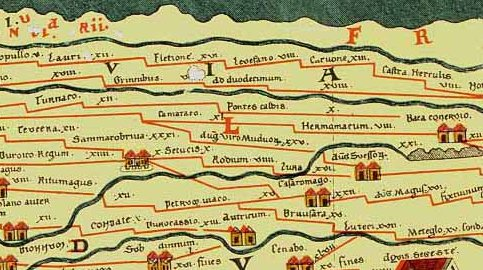
Table de Peutinger, partie on figure Duroico Regum

## Le pont romain
Le pont romain de Domqueur permettait à une des via  Agrippa de l'Océan, de Lugdunum (Lyon) à Gesoriacum, (Boulogne-sur-Mer), par Augustomagus (Senlis) et Samarobriva (Amiens), de traverser, à Duroicoregum (Domqueur), la vallée du bois de Domqueur, ou coulait la Sainte-Anne, un ancien affluent du Scardon. Ce pont, dont la voûte est en arc en plein cintre, est formé de blocs en grand appareil et présente de nombreuses traces de réfections. Il est long de 13,96 m, large de 2,30 m et haut d'environ 1,90 m sous la voûte. En 1858 d'importants travaux ont été exécutés pour le protéger.

Lors de la réfection de ce pont en 1920, A. Ponchon (membre de la Société des antiquaires de Picardie) et Paul Houllier (ingénieur  ordinaire des ponts et chaussées d’Abbeville) ont exploré cette construction, réalisé des sondages et des recherches en archives. La hauteur de l’édifice dégagé des alluvions est estimée entre 3,60 m et 4 m. Une chaussée en grès qui recouvrait le pont a été découverte sous la route moderne. Des dates gravées entre 1415 et 1735 sont visibles sur le pont. 
Les archives des Ponts et Chaussées et de la commune de Domqueur n'ont livré aucune trace de travaux sur le site. Au vu de ces éléments, Houllier et Ponchon ont penché pour une datation romaine de l'édifice. À partir de l’architecture, l'archéologue V. Galliazo  estime que  les parties en pierre de taille de l’ouvrage peuvent être d’époque romaine et pour le reste un état remanié.

## Vestiges de voie romaine
Des vestiges de l'ancienne chaussée Brunehaut (via Agrippa), pavée de grosses dalles en grès, ont été mis au jour. Quelques-unes sont visibles à côté de l'église de Domqueur, à droite du monument aux morts.

## Armes et poteries
Des armes (haches, couteaux) ont été retrouvées dans la commune.
En 1885, des poteries, notamment deux amphores, furent retrouvées à la ferme de Domquerelle près de l'ancienne voie romaine.

## Le trésor monétaire
En 1951, lors de travaux sur une propriété privée, furent mis au jour 2 132 pièces gallo-romaines, frappées à Londres, Lyon, Rome et Trèves. Il s'agissait pour la quasi-totalité de follis, monnaie de bronze frappée entre 294  et 313, lors de la réforme monétaire de Dioclétien. Un follis de Constantin et un antoninianus de Dioclétien furent frappés à Rome. L'antoninien et 1 827 follis firent l'objet d'une étude numismatique.